# 淡水河 (西枝江)
淡水河，流经中华人民共和国广东省深圳市和惠州市，是西枝江左岸支流，上游也称龙岗河，发源于深圳市梧桐山北麓，支流有坪山河、横岭水向北流经深圳市龙岗区和惠州市惠阳区，最后于惠州市惠城区三栋镇紫溪汇入西枝江。河长95千米，河床比降0.57‰，流域面积1308平方千米。年径流量12.23亿立方米。1991年后，受上游影响，淡水河水质极差，平、枯水期水质为V类或劣V类。